# Ophryotrocha akessoni
Ophryotrocha akessoni är en ringmaskart som beskrevs av Blake 1985. Ophryotrocha akessoni ingår i släktet Ophryotrocha och familjen Dorvilleidae. Inga underarter finns listade i Catalogue of Life.